# 葉山陽一郎
葉山 陽一郎（はやま よういちろう、1965年11月27日 - 2018年5月31日）は、日本の映画監督・脚本家である。

## 来歴・人物
神奈川県藤沢市出身。日本大学芸術学部映画学科卒。
ホラー色の強い作品が多いが、湘南を舞台にした映画や、テレビの「ちびまる子ちゃん」（1999～2007年。脚本のみ19作）「あたしンち」（2006年放送の3作。脚本のみ）などのコメディ作品も手がける変幻自在の映像作家である。
自主制作作品がぴあフィルムフェスティバル入選、その後「世にも奇妙な物語」「本当にあった怖い話」「奇跡体験!アンビリバボー」などの脚本、Vシネマの監督を務める。

## 監督作品
- サル(2003)[2]
- 死霊波(2005)
- 君はまだ、無名だった。(2005)
- ザ・コテージ(2006)
- saru phase three(2007)[3]
- THE OSHIMA GANG(2010)
- モルモット(2011)
- ムンクの叫び（2012）
- たべんさい 広島ラーメン物語（2012）
- 瞳をとじて（2013）
- 情事（2013）
- 湘南ものがたり（鎌倉物語・黒い桜』/『展望台のある島）（2013）
- サル ウインドウ・ピリオド（2014）
- ドッジボールの真理 code01 伝説のレッドブルマー（2016）